# Trencapinyes d'Escòcia
El trencapinyes d'Escòcia (Loxia scotica) és una espècie d'ocell de la família dels fringíl·lids (Fringillidae) que habita boscos de coníferes del nord d'Escòcia.